# Андреевское (Одинцовский район)
Андреевское — село в Одинцовском районе Московской области, в составе сельского поселения Ершовское. Население 145 человек на 2006 год, в деревне числятся 5 садовых товарищества. До 2006 года Андреевское входило в состав Каринского сельского округа.

## География
Деревня расположена на северо-западе района, у истоков реки Малодельни, у границы с Истринским районом, примерно в 18 километрах на северо-запад от Звенигорода, высота центра над уровнем моря 238 м.

## История
Впервые в исторических документах Андреевское встречается в духовной грамоте великого князя Ивана Калиты который завещал его в 1358 году сыну Ивану, но тот вскоре умер, и село перешло в руки Дмитрия Донского, который в 1389 году завещал Звенигородский удел сыну Юрию, а Андреевское было выделено во владение супруге Евдокии. После пострига Евдокии, имение перешло к Юрию Дмитровичу. В 1433 году упоминается уже как Андреевская волость с «тянувшими» к ней угодьями. Князь Юрий Дмитровский, 19 сентября 1549 года, завещал село Троице-Сергиеву монастырю. Этот район стал в середине XVI века местом стремительного развития разных форм феодальной собственности, что не могло не привести к борьбе за земли. Этот момент вынудил монастырские власти произвести серию межеваний и определить четкие границы Андреевского, согласую данные с соседями.
После Смутного времени от села осталась пустошь, и только по переписи 1678 года в деревне числилось 5 крестьянских дворов и 16 человек. Видимо, в 1764 году деревня попала под секуляризационную реформу, поскольку упоминается в 1852 году, как государственная, в которой числились церковь Дмитрия Солунского, 44 двора, 207 душ мужского пола и 216 — женского, в 1890 году — 459 человек и сельская школа.
Во второй половине XVII века, во времена царствования Алексея Михайловича, началось медленное экономическое возрождение села . И только к концу  XVIII века удалось восстановить прежнюю экономику и размеры до исходного состояния.
По данным переписи от 1852 года в Андреевском размещались 44 двора, 207 жителя, церковь. К 1890 году количество проживающих увеличилось до 459, открылась школа.
По Всесоюзной переписи 17 декабря 1926 года, в Андреевском Ягунинской волости, числилось 69 хозяйств, 384 жителя, школа первой ступени, кооператив и сельсовет, по переписи 1989 года — 67 хозяйств и 139 жителей.
Основным видом деятельности было сельское хозяйство.
Во время Великой Отечественной войны, многие жители ушли на фронт. Само село было оккупировано фашистами непродолжительное время. В лесах близ села действовал партизанский отряд.